# Литвинцева, Нина Гавриловна
Нина Гавриловна Литвинцева (13 октября 1941, Алма-Ата, Казахская ССР, СССР — 10 декабря 2023, Чита, Забайкальский край, Российская федерация) — создатель, художественный руководитель и дирижёр Академического студенческого хора «Gaudeamus» при Читинской государственной медицинской академии.

## Биография
Литвинцева Нина Гавриловна родилась 13 октября 1941 г. в городе Алма-Ата Казахской ССР. После окончания школы год работала на мукомольном комбинате, где в 1959 году вступила в ряды Всесоюзного Ленинского Коммунистического союза молодёжи. В 1960 году поступила в Семипалатинское музыкальное училище (в настоящее время — город Семей, музыкальное училище имени Мукана Тулебаева), и в 1964 году окончила полный курс названного училища по специальности хорового дирижирования, была присвоена квалификация «дирижёр хора, учитель пения».
В 1964 году переехала в Забайкальский край, была преподавателем самодеятельной практики дирижёрско-хорового отделения Читинского музыкального училища. Из-за недостатка учителей музыки в деревнях и сёлах Забайкалья, по согласованию с председателем с. Долгокыча Оловяннинского района перевелась туда на работу художественным руководителем самодеятельности, проработав в течение нескольких лет. В 1971 году вернулась в Читу, где в должности старшего методиста Музыкального общества в этом же году создала детский хор.
Нину Гаврииловну часто приглашали для оказания помощи вокальным группам. Одной из них стала вокальная группа студентов Читинского государственного медицинского института (ныне Читинская государственная медицинская академия). После удачных выступлений группы возникла идея о создании на базе стоматологического факультета студенческого хора. Так в 1975 году был образован студенческий хор «Gaudeamus». В 1979 году хор получил звание «Народный» и стал лауреатом премии Ленинского комсомола Читинской области. В 1985 году хор под руководством Нины Гавриловны Литвинцевой стал лауреатом Всесоюзного фестиваля самодеятельного творчества, посвящённого 40-летию Великой Победы. В 1986 году Нина Гавриловна была награждена значком «Отличник культурного шефства над селом». В 1990 году решением Президиума Правления Всероссийского музыкального общества ей было присвоено звание «Почётный член Всероссийского музыкального общества».
До 2023 года Нина Гавриловна была бессменным руководителем хора «Gaudeamus», Под её руководством хор получил множество наград, был поощрён материальной помощью от руководства Академии: был оборудован хоровой класс, подготовлены костюмы. Помимо выступлений внутри вуза хор часто устраивал гастроли по населённым пунктам Забайкальского края.